# Blackpool Football Club 2021-2022
Questa voce raccoglie le informazioni riguardanti il Blackpool Football Club nelle competizioni ufficiali della stagione 2021-2022.

## Maglie e sponsor
| Casa | Trasferta | Terza maglia |

Sponsor ufficiale: VisitBlackpool.com
Fornitore tecnico: Puma

## Rosa
Dati aggiornati al 18 aprile 2022
| N. |                        | Ruolo | Calciatore              |
| -- | ---------------------- | ----- | ----------------------- |
| 1  | Galles (bandiera)      | P     | Chris Maxwell           |
| 2  | Inghilterra (bandiera) | C     | Callum Connolly         |
| 3  | Inghilterra (bandiera) | D     | James Husband           |
| 4  | Inghilterra (bandiera) | D     | Jordan Lawrence-Gabriel |
| 5  | Inghilterra (bandiera) | D     | Reece James             |
| 6  | Giamaica (bandiera)    | C     | Kevin Stewart           |
| 7  | Inghilterra (bandiera) | A     | Owen Dale               |
| 9  | Inghilterra (bandiera) | A     | Jerry Yates             |
| 10 | Inghilterra (bandiera) | A     | Keshi Anderson          |
| 11 | Inghilterra (bandiera) | A     | Josh Bowler             |
| 12 | Australia (bandiera)   | C     | Kenny Dougall           |
| 13 | Inghilterra (bandiera) | P     | Stuart Moore            |
| 14 | Inghilterra (bandiera) | A     | Gary Madine             |
| 15 | Inghilterra (bandiera) | C     | Ethan Robson            |
| 16 | Inghilterra (bandiera) | C     | Sonny Carey             |

| N. |                             | Ruolo | Calciatore       |
| -- | --------------------------- | ----- | ---------------- |
| 17 | Inghilterra (bandiera)      | C     | Matty Virtue     |
| 18 | Inghilterra (bandiera)      | C     | Grant Ward       |
| 19 | Irlanda del Nord (bandiera) | A     | Shayne Lavery    |
| 20 | Inghilterra (bandiera)      | D     | Oliver Casey     |
| 21 | Inghilterra (bandiera)      | D     | Marvin Ekpiteta  |
| 22 | Inghilterra (bandiera)      | A     | CJ Hamilton      |
| 25 | Inghilterra (bandiera)      | C     | Cameron Antwi    |
| 26 | Irlanda (bandiera)          | D     | Richard Keogh    |
| 27 | Inghilterra (bandiera)      | A     | Charlie Kirk     |
| 28 | Inghilterra (bandiera)      | A     | Jake Beesley     |
| 29 | Inghilterra (bandiera)      | D     | Luke Garbutt     |
| 32 | Inghilterra (bandiera)      | P     | Daniel Grimshaw  |
| 34 | Inghilterra (bandiera)      | D     | Jordan Thorniley |
| 35 | Inghilterra (bandiera)      | D     | Dujon Sterling   |